# Dennis Schneider
Dennis „HasuObs“ Schneider (* 26. Mai 1988 in Rodenkirchen) ist ein deutscher E-Sportler. Er ist dreifacher ESL-Pro-Series-Meister in dem Computerspiel Warcraft III und beendete damit die sechs Saisons andauernde Titelserie von Daniel „miou“ Holthuis. Von 2010 bis 2015 spielte Schneider Starcraft 2 und konnte dort an seine früheren Erfolge anknüpfen. Im Jahr 2015 stellte Schneider seine Starcraft-Karriere ein und spielt nun Heroes of the Storm für Team Liquid.

## Werdegang
Schneider begann im Jahre 2004 bei Clan Mousesports mit dem Computerspiel Warcraft 3 seine E-Sport Karriere. Schon ein Jahr später repräsentierte er Deutschland auf den World Cyber Games sowie 2007 und 2008 auf dem Electronic Sports World Cup in Paris und San José. Zu den größten Teamerfolgen zählt der zweite Platz in der WC3L XIII. Nach dem Release von Starcraft 2 im Jahre 2010 wechselte Schneider wie viele andere professionelle Warcraft-3-Spieler zu Starcraft 2 und ist dort in vielen hochdotierten Ligen und Turnieren vertreten wie der North American Star League, der ESL Pro Series oder der TeamLiquid Star League. Neben seiner E-Sport Karriere studiert Schneider Wirtschaftsinformatik an der Universität Köln.

## Teams
- mousesports (2004–2015)
- Team ROCCAT (2015)
- mYinsanity (2016)
- Misfits (2016–2017)
- Team Liquid (2017–2020)
- 30k (2020–2022)

## Erfolge in Warcraft III
| Jahr | Turnier                         | Platz    |
| ---- | ------------------------------- | -------- |
| 2005 | ESL Pro Series Deutschland VII  | 9. Platz |
| 2006 | ESL Pro Series Deutschland VIII | 6. Platz |
| 2006 | ESL Pro Series Deutschland IX   | 7. Platz |
| 2007 | ESL Pro Series Deutschland X    | 1. Platz |
| 2007 | ESL Pro Series Deutschland XI   | 2. Platz |
| 2008 | ESL Extreme Masters II          | Top 8    |
| 2008 | ESL Pro Series Deutschland XII  | 6. Platz |
| 2008 | ESL Pro Series Deutschland XIII | 2. Platz |
| 2009 | ESL Pro Series Deutschland XIV  | 5. Platz |
| 2009 | ESL Pro Series Deutschland XV   | 5. Platz |
| 2010 | ESL Pro Series Deutschland XVI  | 1. Platz |

## Erfolge in Starcraft II
| Jahr | Turnier                                               | Platz       | Preisgeld |
| ---- | ----------------------------------------------------- | ----------- | --------- |
| 2010 | ESL Pro Series Deutschland XVII                       | 7. Platz    |           |
| 2011 | ESL Pro Series Summer 1on1                            | 2. Platz    | €1.500    |
| 2011 | ESL Pro Series Winter 1on1                            | 10. Platz   |           |
| 2011 | Ultimate Gaming Championship                          | 1. Platz    | $7.000    |
| 2011 | TSL3 TeamLiquid Star League                           | 4. Platz    | $1.500    |
| 2011 | Torneo ESL Starcraft2                                 | 1. Platz    | €4.000    |
| 2011 | ESET Summer Masters                                   | 3. Platz    | €300      |
| 2011 | IEM Season VI – Global Challenge Guangzhou            | 4. Platz    | $1.250    |
| 2011 | NorthCon 2011                                         | 1. Platz    | $1.500    |
| 2012 | ESL Pro Series Spring 2012                            | 1. Platz    | €3.200    |
| 2012 | StarCraft II World Championship Series Germany Finals | 2. Platz    | $3.000    |
| 2012 | Campus Party Europe                                   | 3. Platz    | $2.500    |
| 2012 | ESL Pro Series Germany: Summer Season 2012            | 2. Platz    | €1.700    |
| 2012 | ESL Pro Series Berlin Open                            | 1. Platz    | €4.000    |
| 2012 | TeamLiquid StarLeague 4                               | 9. Platz    | $350      |
| 2012 | 2012 SC2 WCS European Championship                    | 19. Platz   | $600      |
| 2012 | Windows 8 Launch Day Cup                              | 1. Platz    | €1.000    |
| 2012 | Acer Starcraft Challenge                              | 3. Platz    | €750      |
| 2012 | IEM Season VII Singapore                              | 9. Platz    | $900      |
| 2012 | ESL Pro Series Winter Season 2012                     | 4. Platz    | €400      |
| 2012 | NASL Season 4                                         | 26. Platz   | $450      |
| 2013 | IEM World Finals Season VII                           | 13. Platz   | $1500     |
| 2013 | One.de HotS Cup                                       | 1. Platz    | $800      |
| 2013 | ESET UK Masters 2013: Season 1                        | 5. Platz    | $605      |
| 2013 | ESL Pro Series Spring Season 2013                     | 1. Platz    | €2200     |
| 2013 | ESL Pro Series Summer Season 2013                     | 1. Platz    | €2500     |
| 2013 | Fragbite Masters 2013                                 | 3. Platz    | €2,300    |
| 2013 | ESL Pro Series Winter Season                          | 3.–4. Platz | €550      |

## Erfolge in Heroes of the Storm
| Jahr | Turnier                                                            | Platz       | Preisgeld (Team) |
| ---- | ------------------------------------------------------------------ | ----------- | ---------------- |
| 2015 | Turtle Beach DreamHack All-Stars – Valencia                        | 4. Platz    | $1.000           |
| 2015 | HWC* - July Europe Open                                            | 2. Platz    | $2.500           |
| 2015 | HWC* - September Europe Open                                       | 1. Platz    | $12.000          |
| 2015 | HWC* - Europe Championship                                         | 3.–4. Platz | $12.000          |
| 2015 | Black Label eSports Masters 2015                                   | 1. Platz    | €4.000           |
| 2015 | Heroes Major League – Europe Season 3                              | 2. Platz    | $2.000           |
| 2016 | ESL Heroes of the Storm Championship – Katowice                    | 2. Platz    | $20.000          |
| 2016 | Heroes of the Storm Spring Global Championship                     | 7.–8. Platz | $25.000          |
| 2016 | ESL Heroes of the Storm Championship – Leicester                   | 2. Platz    | $20.000          |
| 2016 | DreamHack All-Stars – Tours 2016                                   | 1. Platz    | $25.000          |
| 2016 | DreamHack All-Stars – Summer 2016                                  | 3.–4. Platz | $50.000          |
| 2016 | DreamHack All-Stars – Valencia 2016                                | 3.–4. Platz | $15.000          |
| 2016 | ESL Heroes of the Storm Championship – Gamescom                    | 2. Platz    | $20.000          |
| 2016 | EU Nexus Games                                                     | 1. Platz    | $5.000           |
| 2018 | Heroes of the Storm Global Championship Phase #2 Europe Pro League | 2. Platz    | $52.500          |
| 2018 | Heroes of the Storm Global Championship Finals                     | 3.–4. Platz | $80.000          |
| 2021 | Community Clash League Season 2                                    | 4. Platz    | $5.315           |

* HWC = Heroes of the Storm World Championship